# Comfortsysteem
Een comfortsysteem is een verwarmings- en koelinstallatie in een woning, appartement of utiliteitsgebouw, waarbij naar maximaal comfort bij een minimaal energieverbruik wordt gestreefd.
Hierbij wordt gebruikgemaakt van technieken die een reductie van CO2-uitstoot tot gevolg hebben, zoals:
- warmtepomp, alleen bij zeer goed geïsoleerde gebouwen
- bronsysteem voor aardwarmte gebruik
- hoog rendement gas ketel in monovalente of bivalente combinatie met lage water temperaturen
- vloerverwarming/koeling
- lage temperatuur verwarming (lager dan 45°C), en hoge temperatuur koeling 17/19/25°C
- gebalanceerde ventilatie met HR-warmteterugwinning
- vraag gestuurde ventilatie